# Porsche Cayenne
Porsche Cayenne este un suv crossover de lux de dimensiuni medii, produs de producătorul german Porsche din 2002, cu vânzări din America de Nord începând în 2003. Este primul vehicul cu motor V8 construit de Porsche din 1995, când producția Porsche 928 a fost întreruptă. Este, de asemenea, primul vehicul de variantă off-road al lui Porsche de la tractoarele Super și Junior ale anilor '50 și primul Porsche cu patru uși. Din 2008, toate motoarele dispun de tehnologie de injecție directă.
Cea de-a doua generație Cayenne (tip 92A) a fost dezvăluită la Salonul Auto de la Geneva din martie, în urma unei dezvăluiri online. Cayenne împărtășește platforma, rama caroseriei, ușile și electronica cu Volkswagen Touareg și Audi Q7 similare. A doua generație a primit un facelift în 2014, cu mici modificări externe și a introdus o nouă versiune, hibrid reîncărcabil, cu lansarea publică la Salonul Auto de la Paris.

## Legături externe
- Cayenne models at official website